# Buchenberg, Grisselborner Wäldchen und Taftgrund bei Soisdorf
Das Naturschutzgebiet Buchenberg, Grisselborner Wäldchen und Taftgrund bei Soisdorf liegt auf dem Gebiet der Gemeinde Hohenroda im Landkreis Hersfeld-Rotenburg und der Marktgemeinde Eiterfeld im Landkreis Fulda in Hessen. 
Das etwa 82,6 ha große Gebiet, das im Jahr 1994 unter der Kennung 1632025 unter Naturschutz gestellt wurde, erstreckt sich 
südöstlich des Hohenrodaer Ortsteils Mansbach und östlich des Eiterfelder Ortsteils Soisdorf entlang der am östlichen Rand des Gebietes verlaufenden Landesgrenze zu Thüringen. Westlich verläuft die Landesstraße L 3173 und nördlich die Kreisstraße K 19. Unweit südlich des Gebietes fließt die Taft und nördlich der Mansbach – beide linke Zuflüsse der Ulster.
Mit der gleichen Verordnung wurde das Landschaftsschutzgebiet Buchenberg, Grisselborner Wäldchen und Taftgrund bei Soisdorf ausgewiesen, das sich südlich direkt an das Naturschutzgebiet anschließt. Das eher schmale LSG folgt dem Tafttal bis an die Landesgrenze nach Thüringen. Die Fläche beträgt etwa 16,6 ha.
Die beiden Gebiete sollen „die naturnahen Laubwaldgesellschaften, die reich strukturierten Waldmäntel, die aus hemischen Strauch- und Baumarten bestehenden Gebüsche, Hecken und Säume, die Magerrasenkomplexe, das extensiv genutzte Grünland sowie den naturnahen Bachlauf der Taft als für die Kuppenrhön repräsentativen Biotopkomplex und als Lebensraum für seltene Tier- und Pflanzenarten“ erhalten und fördern.